# Fornaci di Barga
Fornaci di Barga è una frazione del comune italiano di Barga, nella provincia di Lucca, in Toscana.
È situata a 165 m s.l.m. sulla riva sinistra del fiume Serchio.

## Storia
Le prime tracce storiche documentate di Fornaci risalgono attorno al Mille. L'antico villaggio prendeva il nome di Caterozzo, oggi nome rimasto per uno dei quattro rioni fornacini. Verosimilmente il nome deriva da Cala: acqua e Tur: passaggio, che unite insieme significano "Guado", a testimonianza dell'originario territorio paludoso su cui sorgeva il primo villaggio, frequentemente allagato dalle piene del fiume Serchio. La popolazione era costituita da contadini, pescatori e allevatori di bestiame che mercanteggiavano i loro prodotti con mulattieri versiliesi in cambio di spezie. La guerra fra i lucchesi e papa Gregorio IX (1230) portò all'esodo della popolazione di Caterozzo e di alcuni paesi vicini verso le montagne dell'appennino. L'attività delle "Fornaci di Caterozzo", di mattoni e di calce, che sfruttavano il territorio ricco di argilla e le pietre dei torrenti Ania e Loppora, ripresero e più intensamente nella prima metà del Quattrocento. La Fornace di Cattarosso viene citata dal pievano Manni nel suo memoriale dove descrive un rinvenimento archeologico avvenuto nei pressi di Caterozzo nel 1492. Il paese si ampliò venendosi così a costituire, attorno alle diverse fornaci di mattoni e di calce, quello che sarà il nucleo dell'odierno rione di Fornaci Vecchia. In antichi documenti viene menzionato il castello di Catarozzo, segno che il villaggio era protetto da mure castellane, delle quali ora non rimane alcuna traccia.. Fu grazie anche alle famiglie de "Le Fornaci di Caterozzo" che la pieve di Loppia, della quale erano rimasti solo i muri perimetrali, la facciata e l'abside, fu ricostruita e nel 1522 riaperta al culto. Con l'evoluzione del paese si ebbe anche la modifica del nome che negli anni successivi divenne quello attuale. Delle antiche fornaci di mattoni, l'ultima delle quali chiuse nel 1955, solo una è sopravvissuta ai giorni nostri, completamente ristrutturata e sede di un centro commerciale. L'espansione maggiore del centro avviene comunque nel periodo bellico della prima guerra mondiale grazie all'insediarsi, nel 1915, di una sede della Società Metallurgica Italiana (SMI del Gruppo Orlando) che assume migliaia di persone. Da qui la costruzione di nuove case sia per gli operai che per gli impiegati e i dirigenti e quindi la vera nascita del paese di Fornaci. Ad oggi l'industria ha perso gran parte della sua vocazione bellica, ma si è specializzata nella lavorazione del rame e delle sue leghe. Nei primi anni di questo secolo, con l'avvento dell'euro, l'Europa Metalli LMI, oggi denominata Kme Group, ha iniziato la produzione delle monete, da qui la nuova denominazione "Fornaci: il paese dove nasce l'euro".
Dal secondo dopoguerra il paese si è arricchito di numerosi negozi ed è diventato il centro commerciale di riferimento non solo della Media Valle del Serchio ma anche della vicina Garfagnana.

## Monumenti e luoghi d'interesse

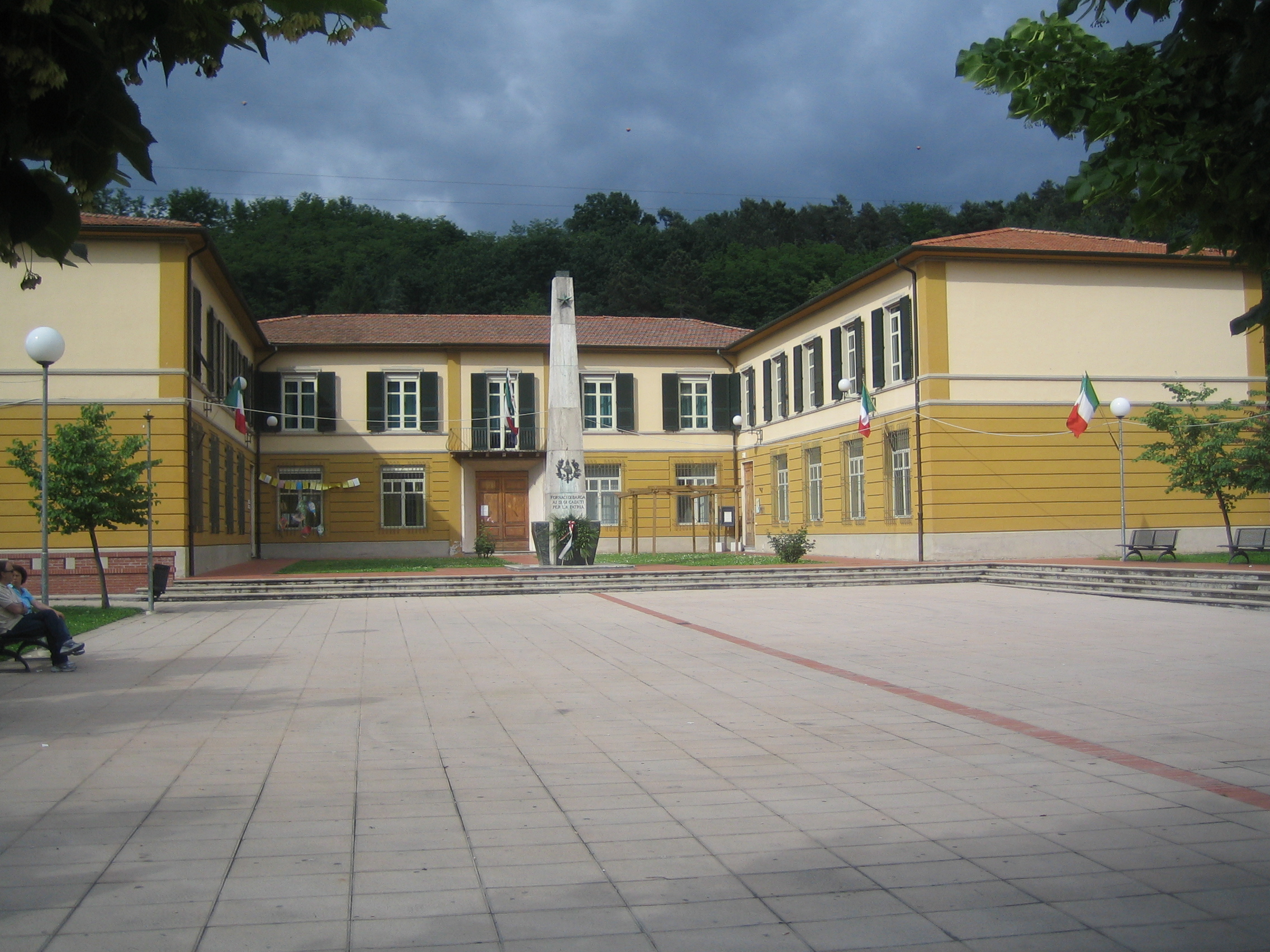
Piazza 4 novembre

La centrale piazza 4 novembre, recentemente ristrutturata, rappresenta il fulcro delle attività e della vita fornacina. Sede delle principali manifestazioni paesane, è anche comune luogo di incontro per il tempo libero, grazie anche alla vicinanza di gelaterie, bar, pub e ristoranti. La piazza si affaccia su via della Repubblica, la zona commerciale di Fornaci, ricca di negozi da cui lo slogan 100 negozi una sola vetrina. In alcune giornate di festa, fra cui il 1º maggio ed il 2 giugno, la strada viene chiusa al traffico e trasformata in area pedonale.
La chiesa di Cristo Redentore, di stile moderno, è la chiesa principale di Fornaci. È ubicata nel centro di Fornaci, in piazza Don Minzoni.
Mons. Matteucci, arcivescovo di Pisa, ne benedisse la prima pietra il 22 maggio 1971 e la consacrò il 27 settembre 1974. È stata edificata sul terreno offerto alla parrocchia dalla Società Metallurgica Italiana che donò anche il rame per la copertura del tetto.
Notevole, all'interno, il mosaico del Cristo. Di pregio la copertura in bronzo del portone principale della chiesa, opera del prof. Franco Pegonzi, realizzata in ricordo dell'Anno Santo Giubilare del Duemila. Il complesso delle sale parrocchiali, connesso alla chiesa, è stato benedetto il 19 giugno 1988 dal cardinale Justin Francis Rigali, arcivescovo di Filadelfia, nipote di emigranti fornacini negli Stati Uniti ad inizio secolo scorso.
Il 16 dicembre 1990 in questa chiesa fu celebrata da mons. Lido Ferretti, arciprete di Fornaci, la Santa Messa domenicale, trasmessa in diretta su Rai Uno.

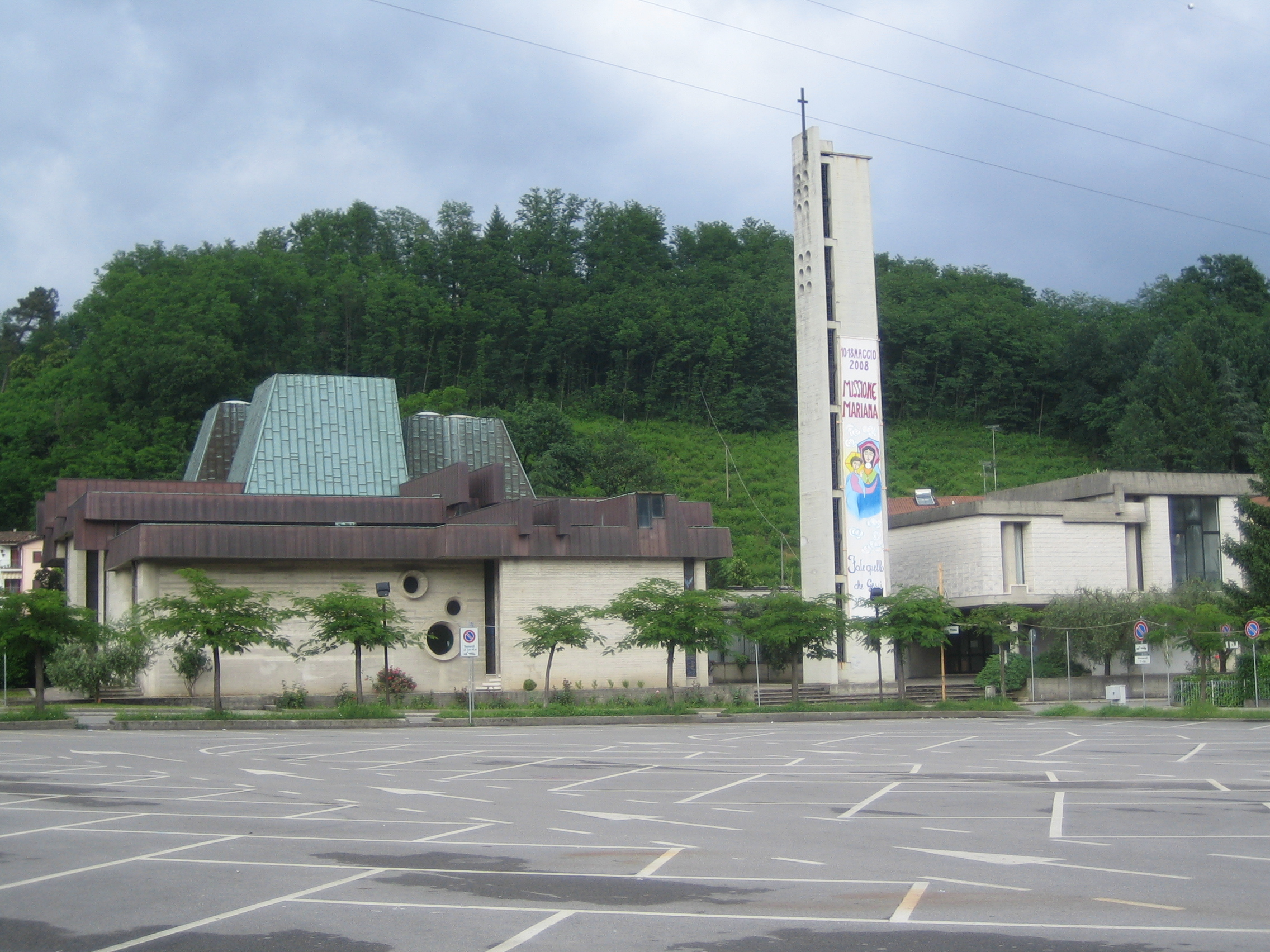
Chiesa di Cristo Redentore

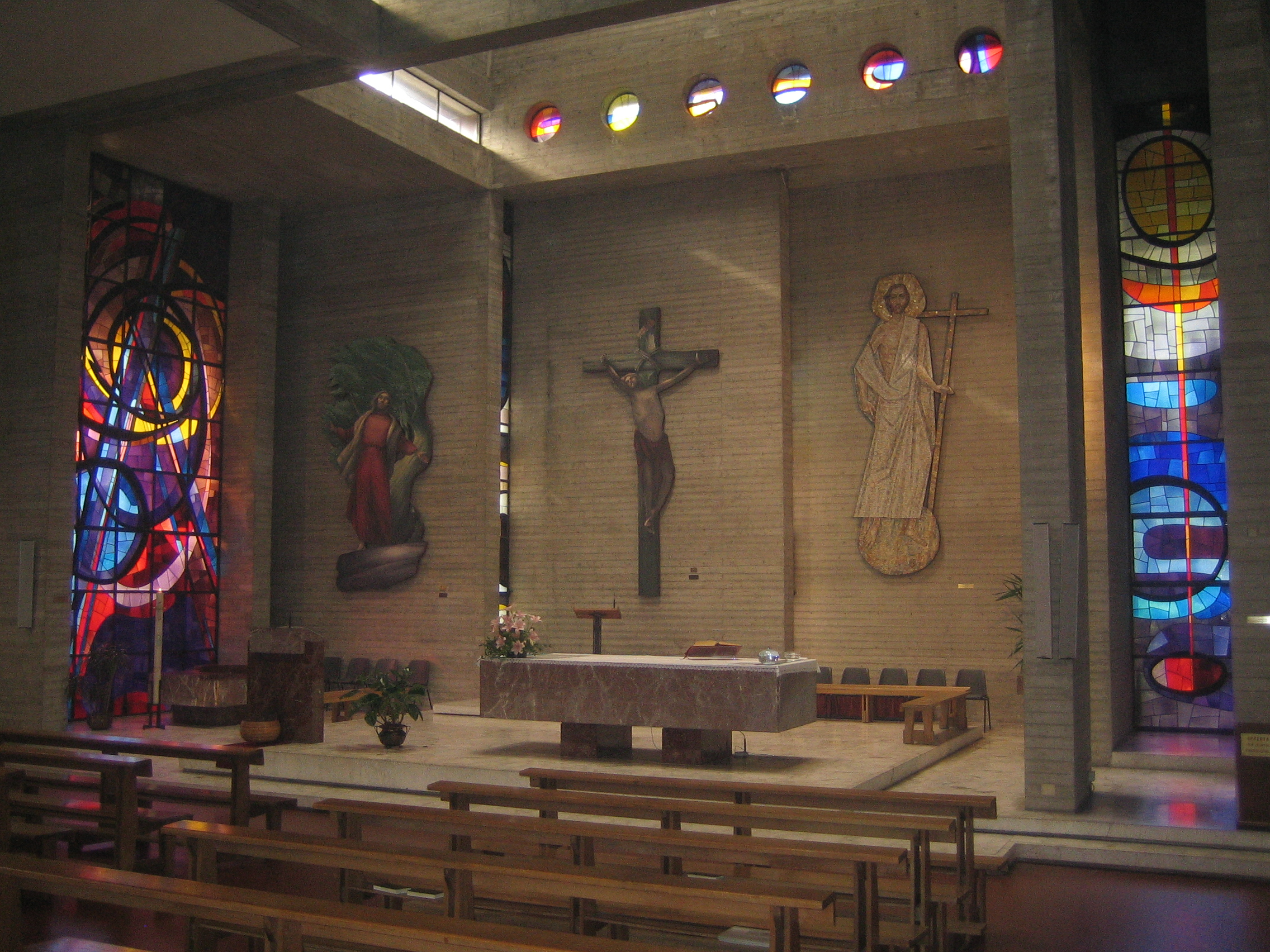
Chiesa di Cristo Redentore: interni

Nei pressi della chiesa si estende il bel parco "Felice Menichini" con l'area giochi per i bambini ed il campo polivalente per le attività ludico sportive dei più grandi.

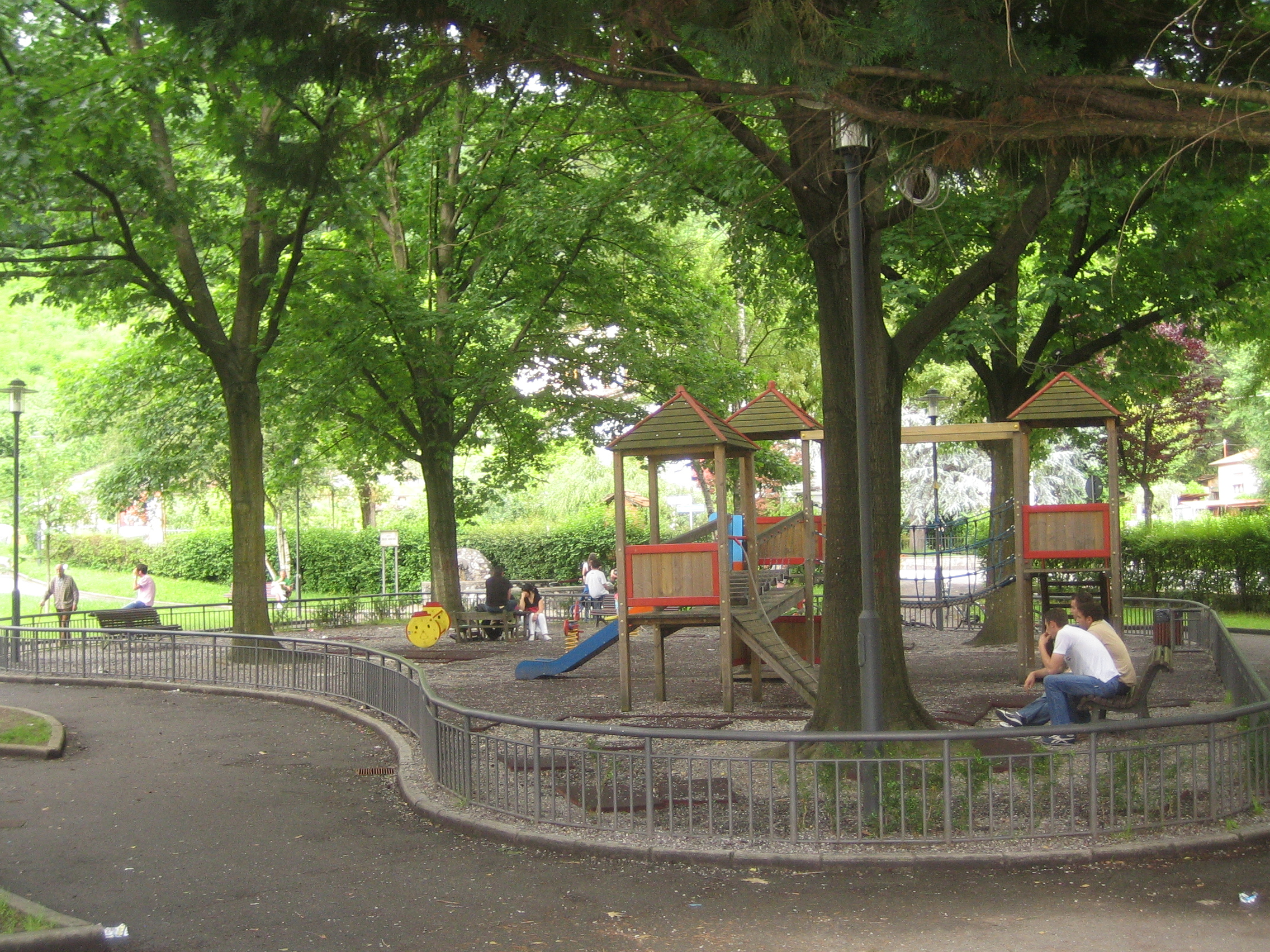
Parco Felice Menichini

La chiesa del Santissimo Nome di Maria, in Fornaci Vecchia, eretta nel 1741, di architettura più tradizionale è tuttavia rimasta nei cuori dei fornacini amanti più dei vecchi ricordi e di strutture un po' meno avveniristiche. La chiesa divenne parrocchia nel 1923 e arcipretura nel 1962.

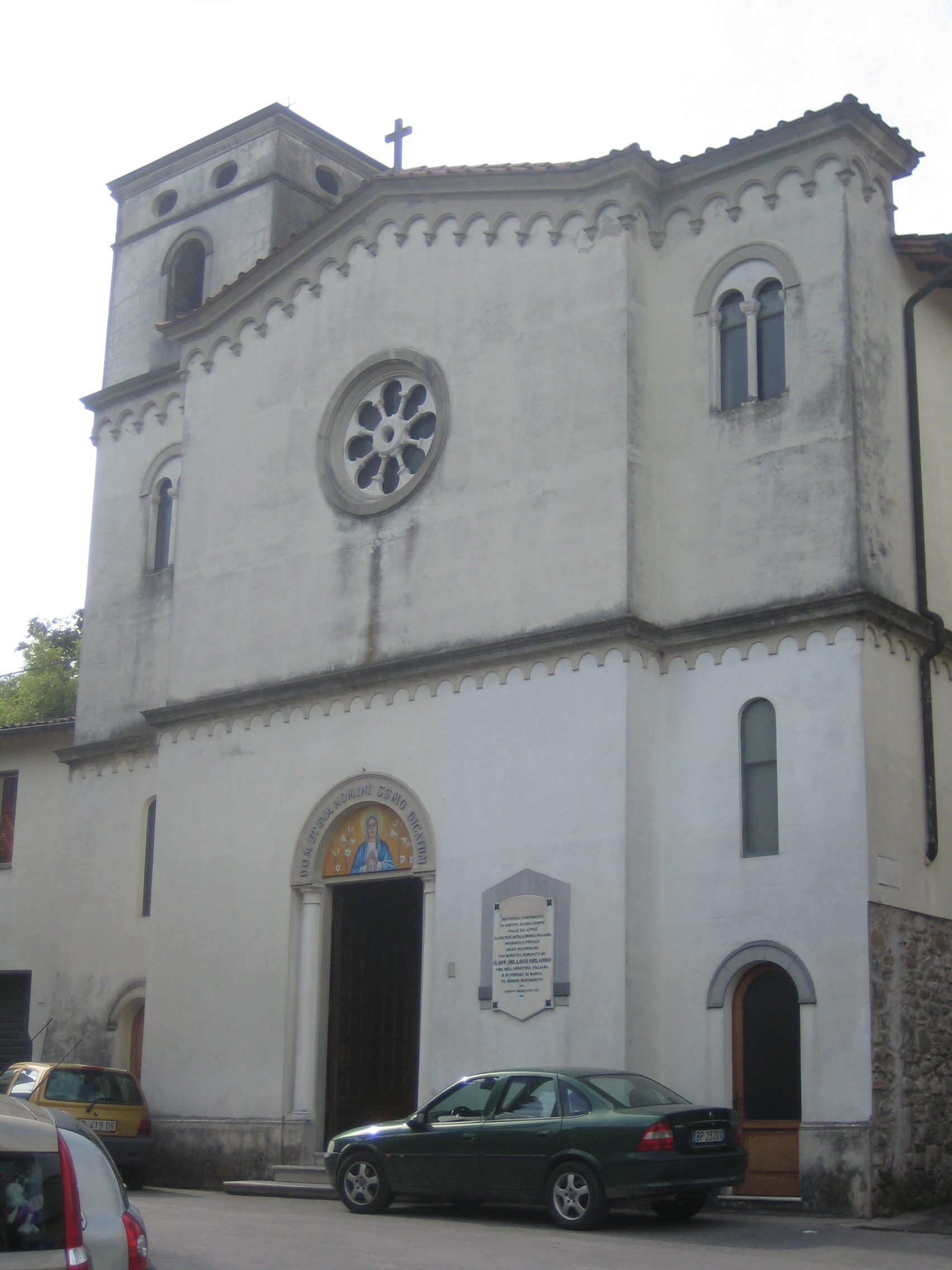
Chiesa Santissimo Nome di Maria

Di indiscussa bellezza la pieve romanica di Santa Maria Assunta in Loppia. Probabilmente già edificata nel VI secolo, sicuramente la pieve viene restaurata agli inizi del secondo millennio per volere della contessa Beatrice di Canossa e quindi consacrata sabato 4 febbraio 1058 dal vescovo di Lucca Anselmo da Baggio, il futuro papa Alessandro II.
Nel piano che si adagia fra l'antica pieve e il torrente Loppora si trova il cimitero di Fornaci.
Il 15 marzo 2014, nella parte nord del paese, fu inaugurato il Monumento ai Caduti del Mare, su iniziativa della sezione di Fornaci dell'Associazione Nazionale Marinai d'Italia. Il Monumento (un'ancora in acciaio del peso di 6500 kg donata dal Comando dell'Arsenale di La Spezia), intende ricordare le tradizioni marinaresche di Fornaci e i caduti fornacini, con un particolare ricordo a Pietro Chiezzi e Umberto Terigi, vittime di guerra e Marco De Candussio e Michele Robazza, che persero la vita nella tragedia del Molo Giano di Genova, contro cui si schiantò la Jolly Nero il 7 maggio 2013.

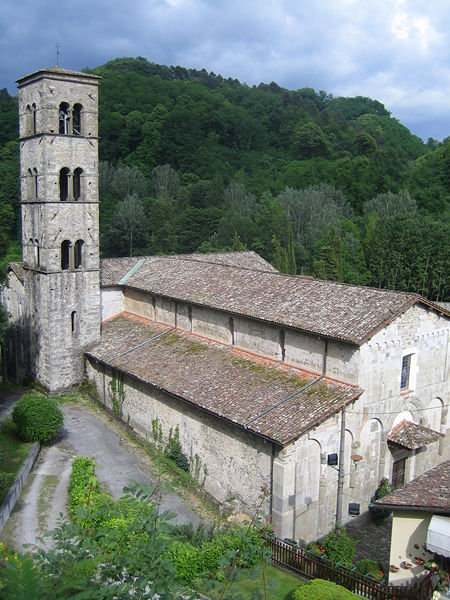
Pieve di Santa Maria a Loppia

Il mensile "Fornaci inForma - la Voce del Serchio" è il giornale di Fornaci; un periodico di attualità, cronaca, sport e cultura del paese e dell'intera Valle del Serchio, tra i suoi redattori troviamo lo scrittore Vittorio Baccelli.
Nei locali dell'ex Centro Ricerche SMI è stato allestito un museo di rilievo nazionale, gestito dalla Fondazione "Ing. Luigi Orlando", che ospita i carteggi, i documenti di archivio, il materiale iconografico ed esemplari di macchinari che sono stati in uso nei vari stabilimenti del gruppo e costituiscono un patrimonio storico e culturale di eccezionale valore.
Fra le curiosità, e non certo per il suo valore artistico, è da ricordare la "fontanina dell'amore", immersa nel verde della parte settentrionale del paese. Alla fontana ed agli innamorati che vi si recano in cerca di un luogo appartato, è stata dedicata una poesia dal poeta Geri di Gavinana. Una targa posta sulla fontana ne ricorda i versi.
La vicinanza con aree ricche di storia e bellezze naturali spesso ancora incontaminate e lontane dai flussi turistici di massa, rende Fornaci, con le sue strutture di accoglienza ed intrattenimento, una tappa consigliata per le escursioni turistiche della Media Valle del Serchio e Garfagnana.

## Infrastrutture e trasporti

### Strade
Fornaci di Barga è attraversata della strada regionale 445 della Garfagnana, sulla quale sono svolte autocorse in servizio pubblico a cura di CTT Nord.

### Ferrovie
È inoltre presente una stazione ferroviaria, servita dalle corse effettuate da Trenitalia che percorrono la ferrovia Lucca-Aulla nell'ambito del contratto di servizio con la Regione Toscana. Quest'ultima era dotata di un binario di raccordo, ora disarmato, a servizio dello stabilimento Europa Metalli (oggi Kme Group).
Dalla stazione di Fornaci di Barga partì il poeta Giovanni Pascoli, gravemente malato, per Bologna e sempre in questo scalo tornò l'illustre salma, il 10 aprile 1912, con treno speciale, per trovare sepoltura nella sua casa di Castelvecchio Pascoli.

## Eventi
Tra le feste da ricordare sono:
- Santo Patrono (sant'Antonio abate, 17 gennaio, con la fiera che si sviluppa nella parte vecchia del paese);

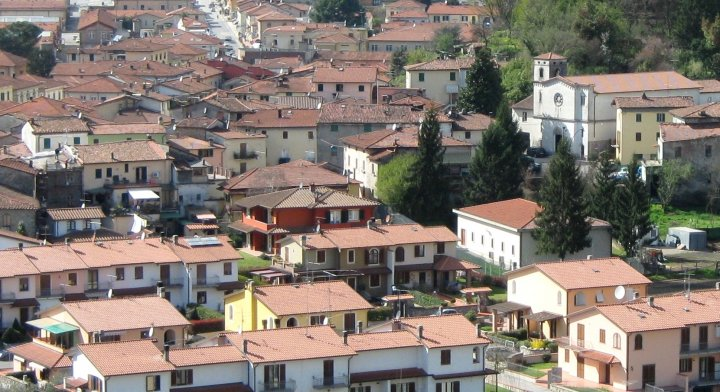
Panorama di Fornaci Vecchia

- 1º maggio, "Festa del fiore e della motorizzazione" che con la sua fiera espositiva richiama ogni anno migliaia di persone da tutta la provincia. L'expo fornacina è nata nel 1960 su iniziativa del Moto Club Fornaci, cui si sono associati negli anni il Gruppo mineralogico e paleontologico, l'Unione Sportiva Fornaci, il Volley Club Fornaci ;
- Nel mese di maggio, all'imbrunire, viene tradizionalmente recitato il rosario vicino alle caratteristiche e varie "maestaine" (edicole o tabernacoli), costruzioni generalmente in pietra o mattoncini o ricavate in qualche nicchia di un muro e raffiguranti l'immagine della Madonna. Tali strutture sono distribuite in alcuni angoli del paese e per l'occasione vengono addobbate di fiori freschi ed illuminate da piccole candele. La più caratteristica è probabilmente quella situata in Via Michelangelo, dedicata alla Madonna di Lourdes, costruita nel 1958 in occasione del centesimo anniversario dell'apparizione.
- Nel mese di giugno si svolge la festa del Cristo Redentore con la caratteristica infiorata nella via che conduce alla Chiesa omonima. Tale festa (3ª domenica di giugno) viene preceduta da gare rionali (Rione Case Operaie, Centro, Caterozzo, Fornaci Vecchia) che culminano nella Riondama, gioco della dama con figuranti in costume;
- Nel mese di agosto viene assegnato dal Comitato Fornaci Vecchia il Premio Aia d'Argento, un riconoscimento per meriti sportivi, sociali e culturali;

## Sport
Ha sede nella località la società di calcio US Fornaci, fondata nel 1928, attualmente militante nel campionato di seconda categoria. 

## Galleria d'immagini

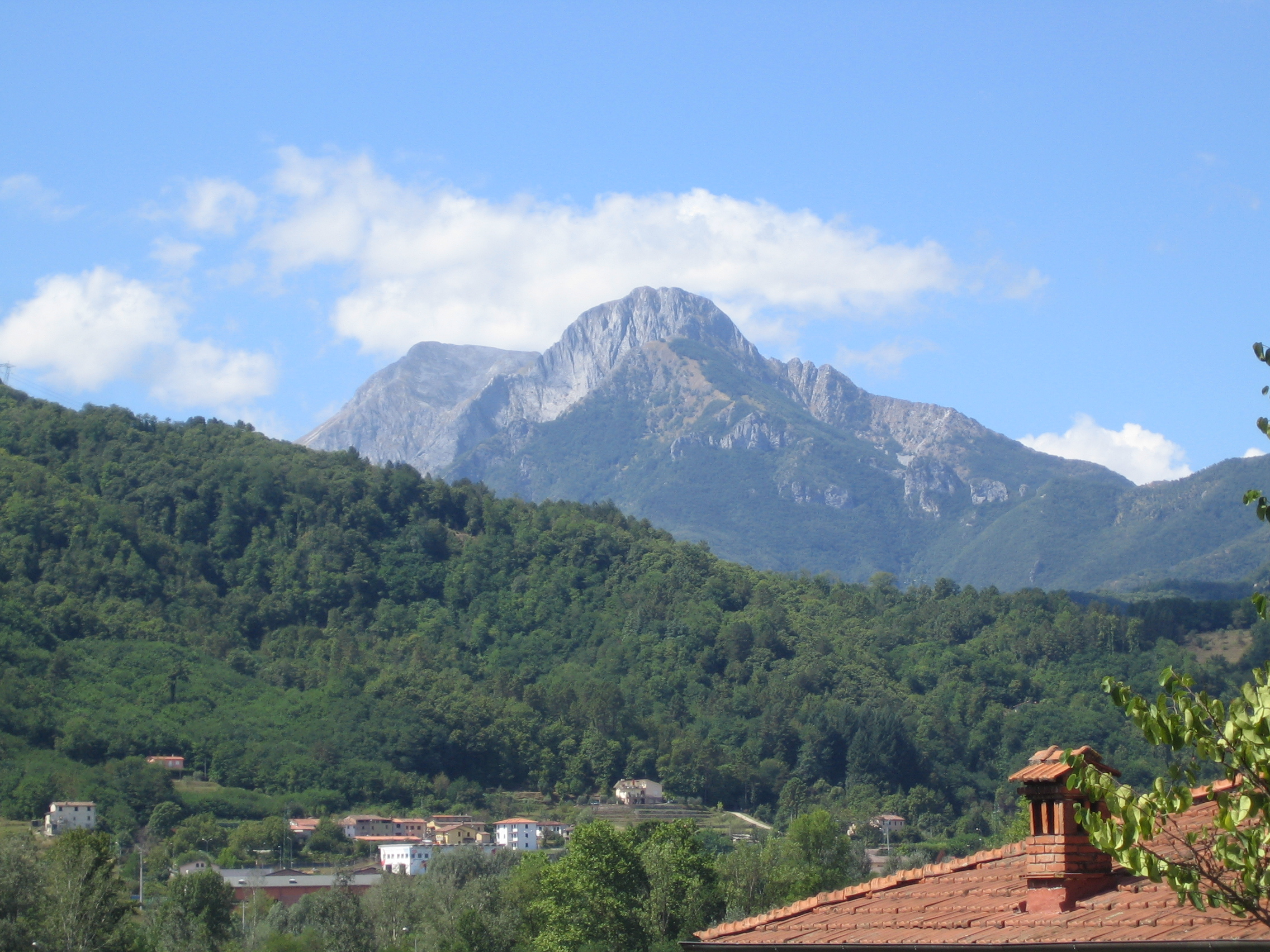
La Pania vista da Fornaci
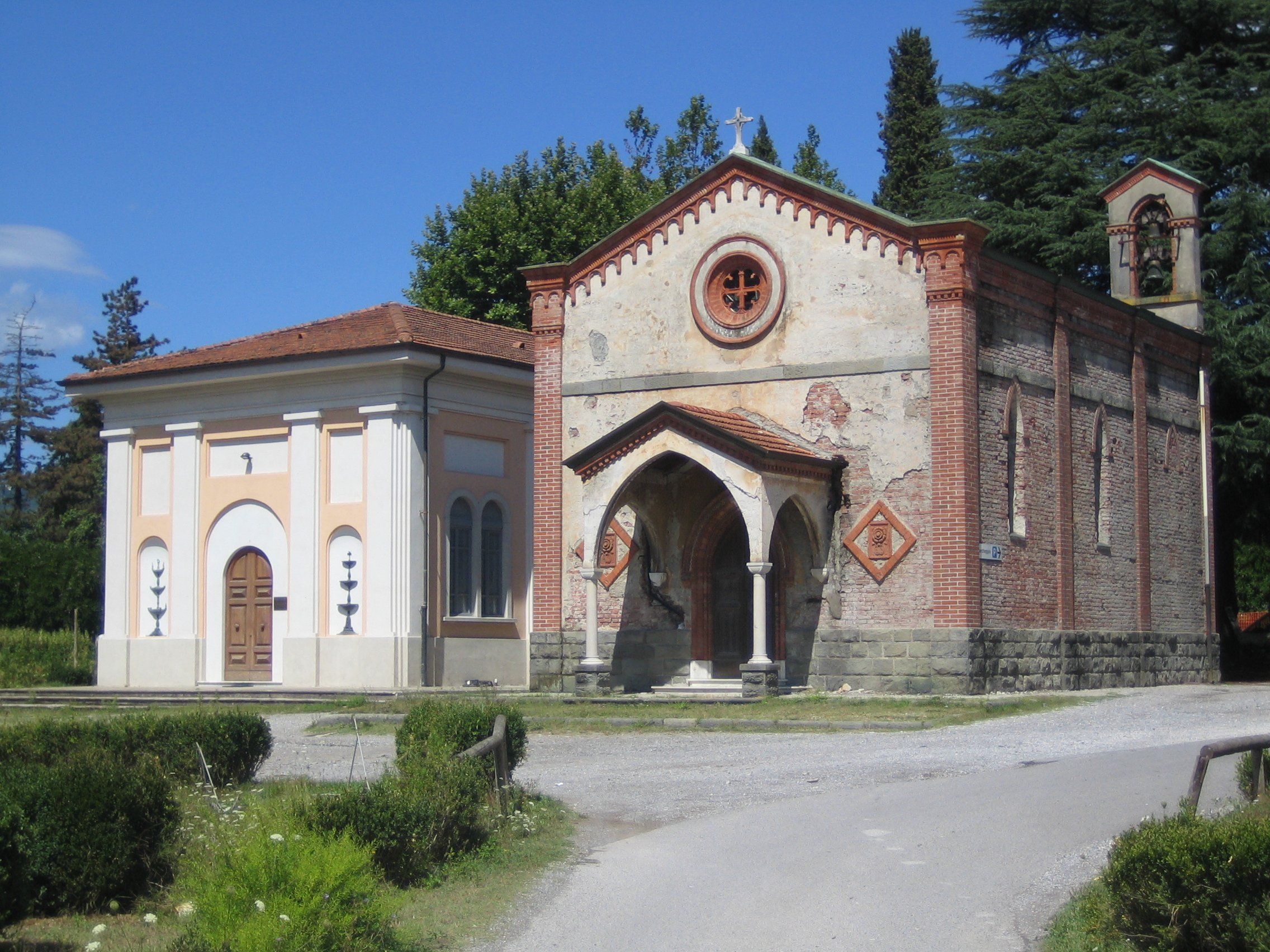
Il teatro G.Pascoli e la chiesetta di S.Margherita
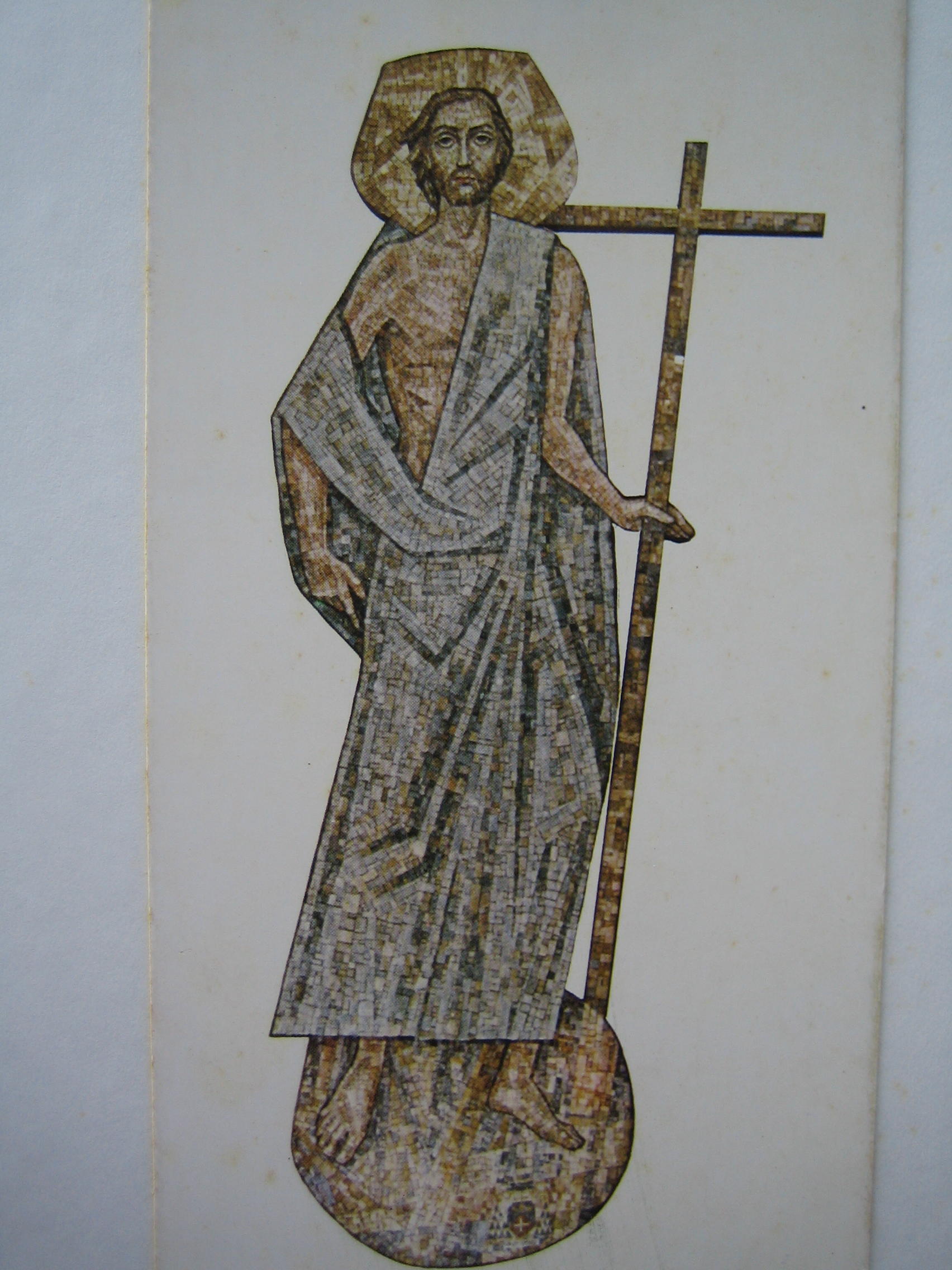
Il mosaico del Cristo Redentore
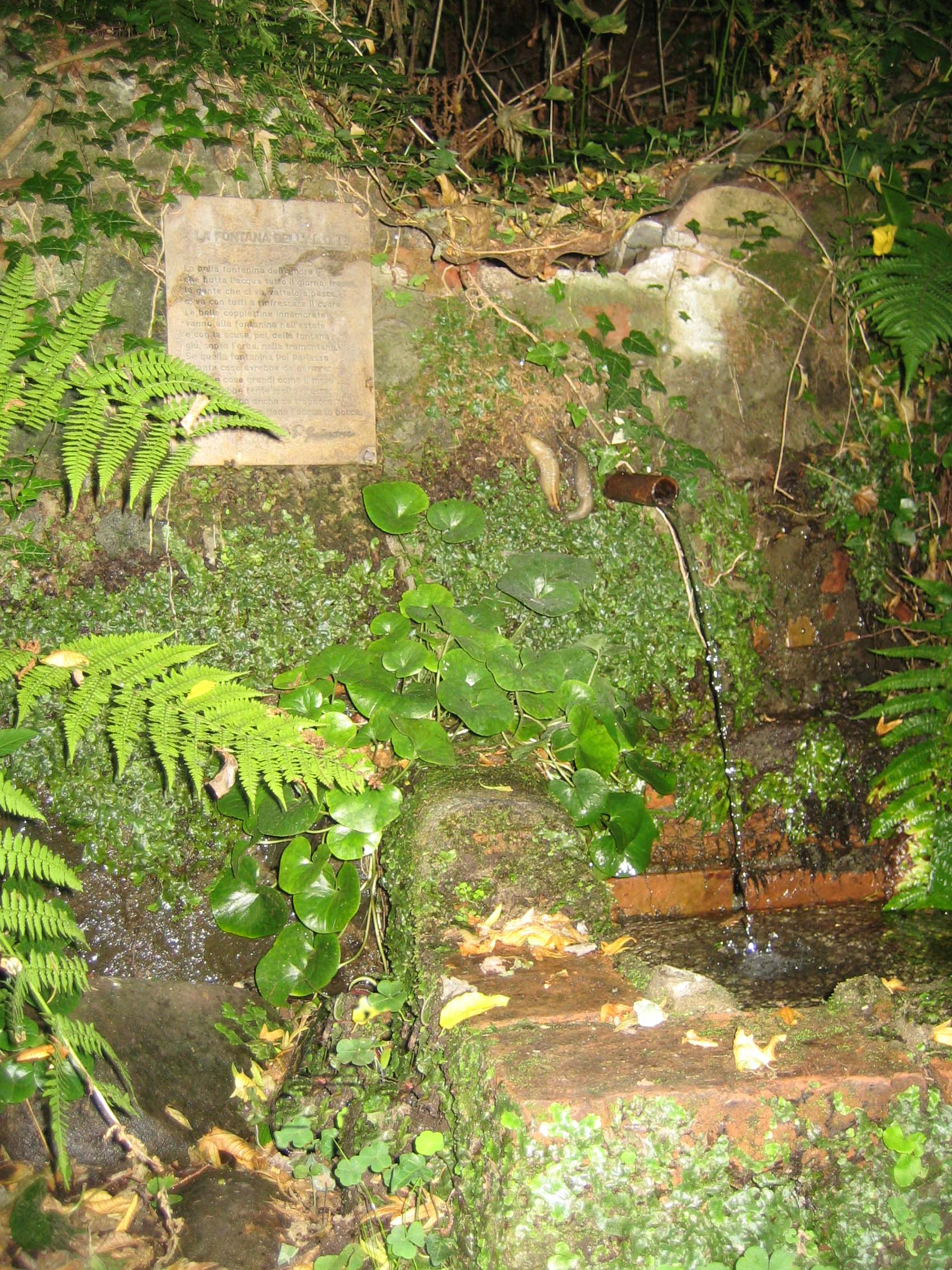
La fontanina dell'amore
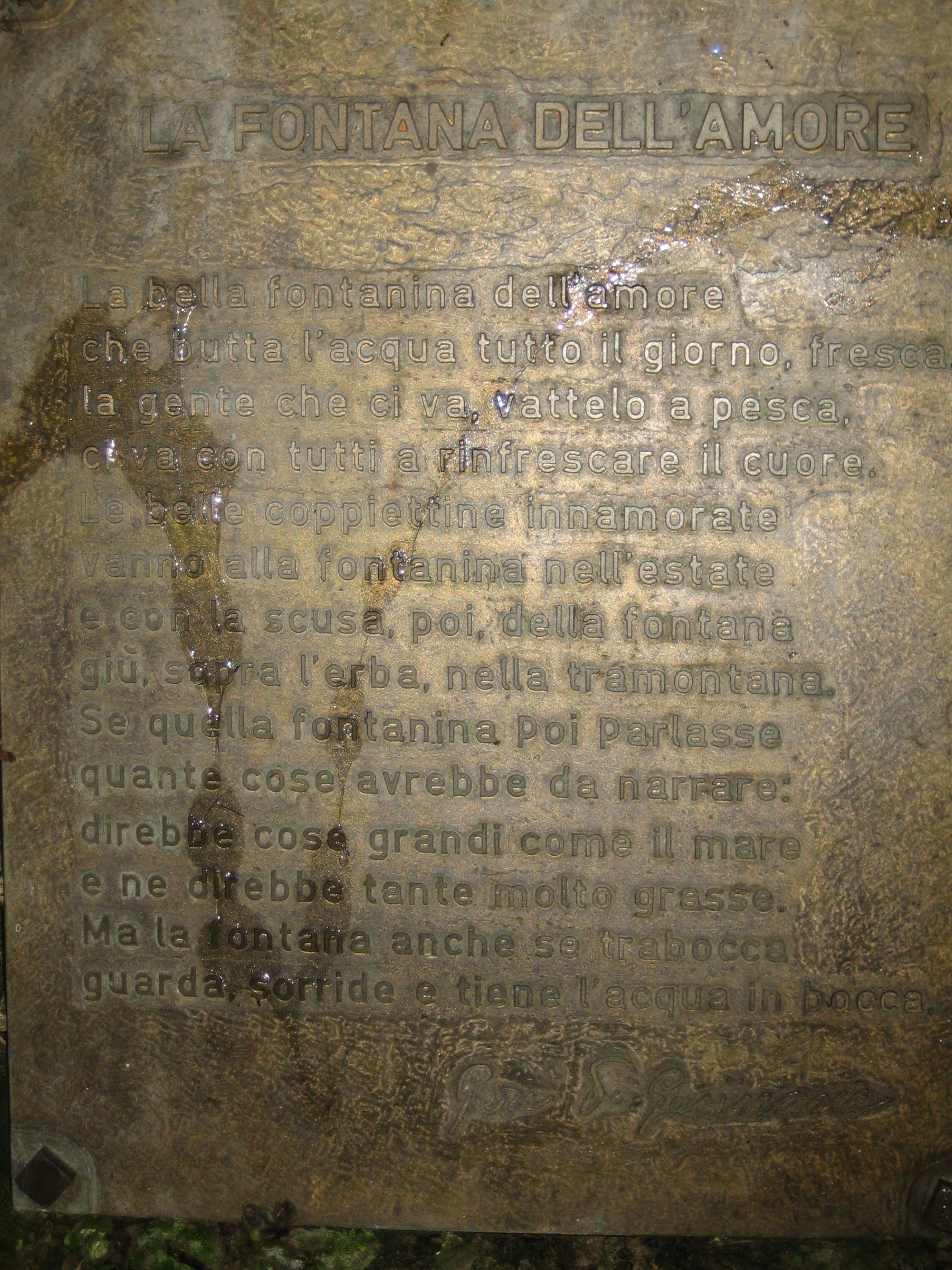
La poesia di Geri di Gavinana
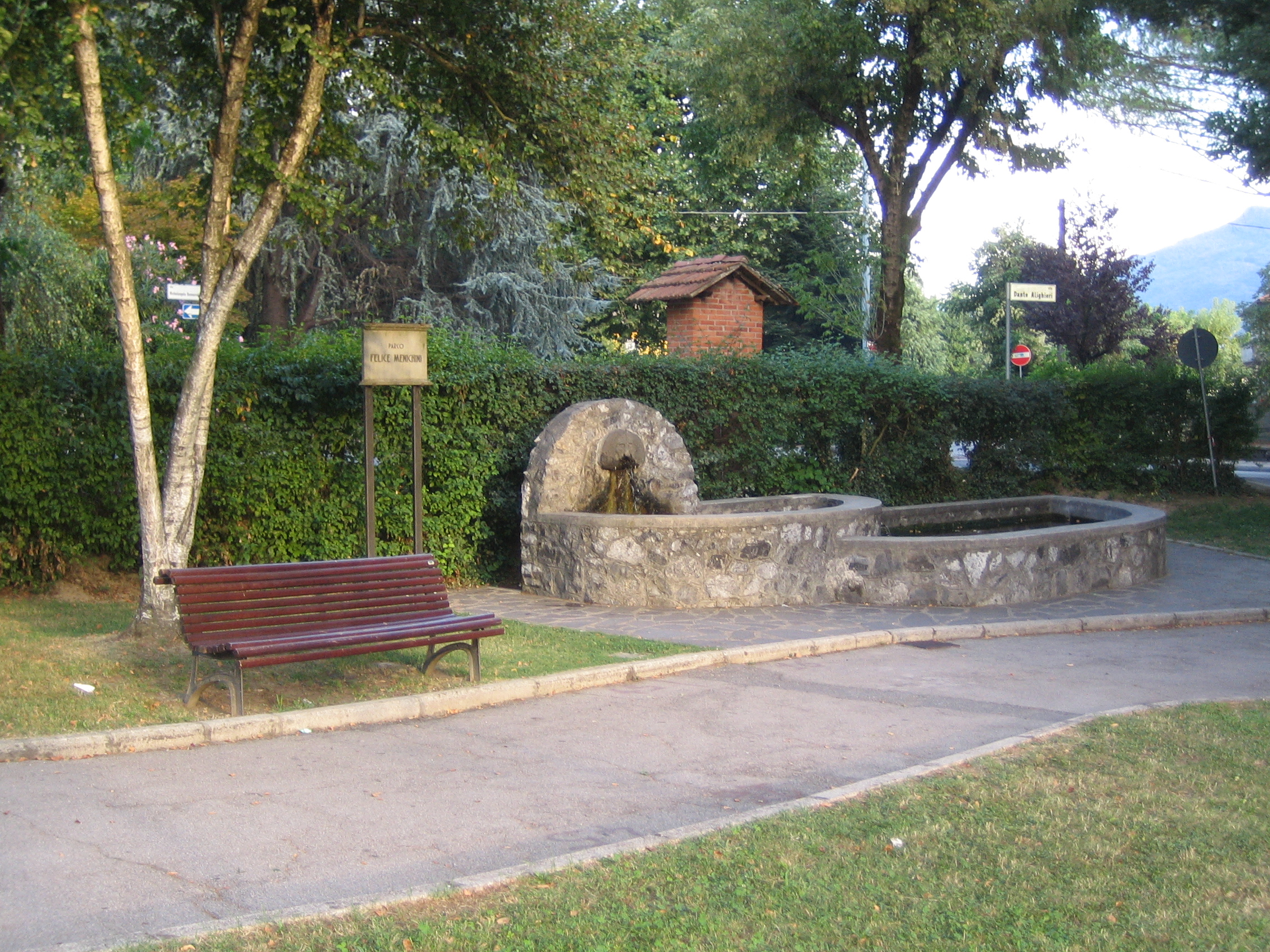
Il parco Felice Menichini
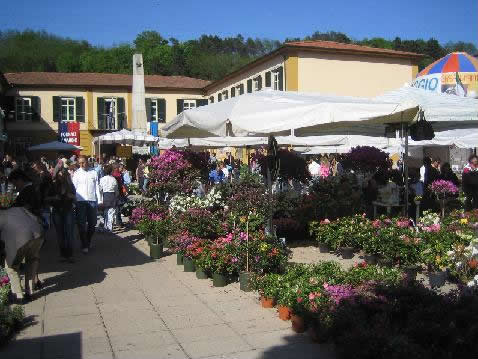
Piazza 4 novembre nell'expo del 1º maggio
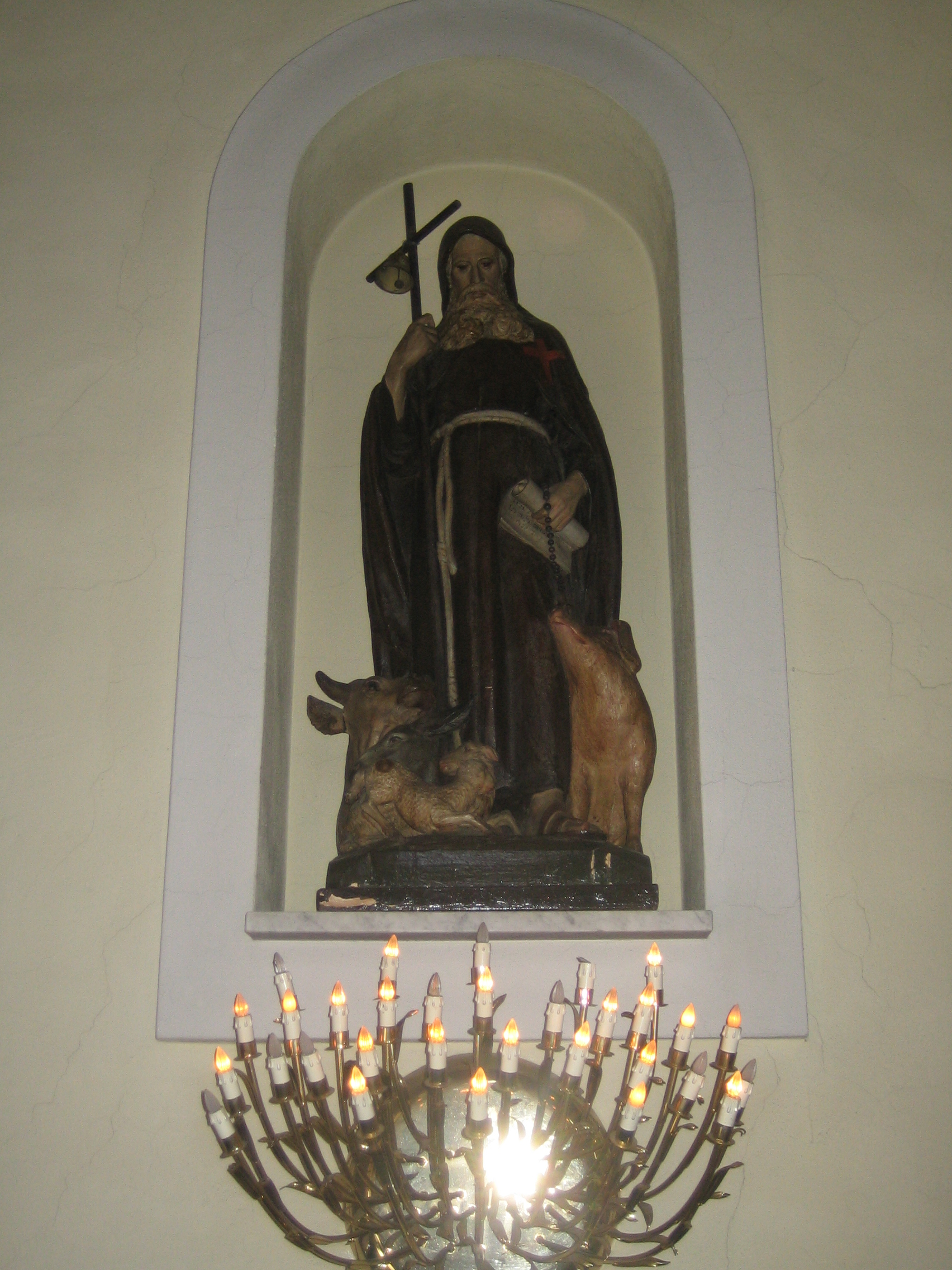
Sant'Antonio abate nella chiesa del Santissimo Nome di Maria
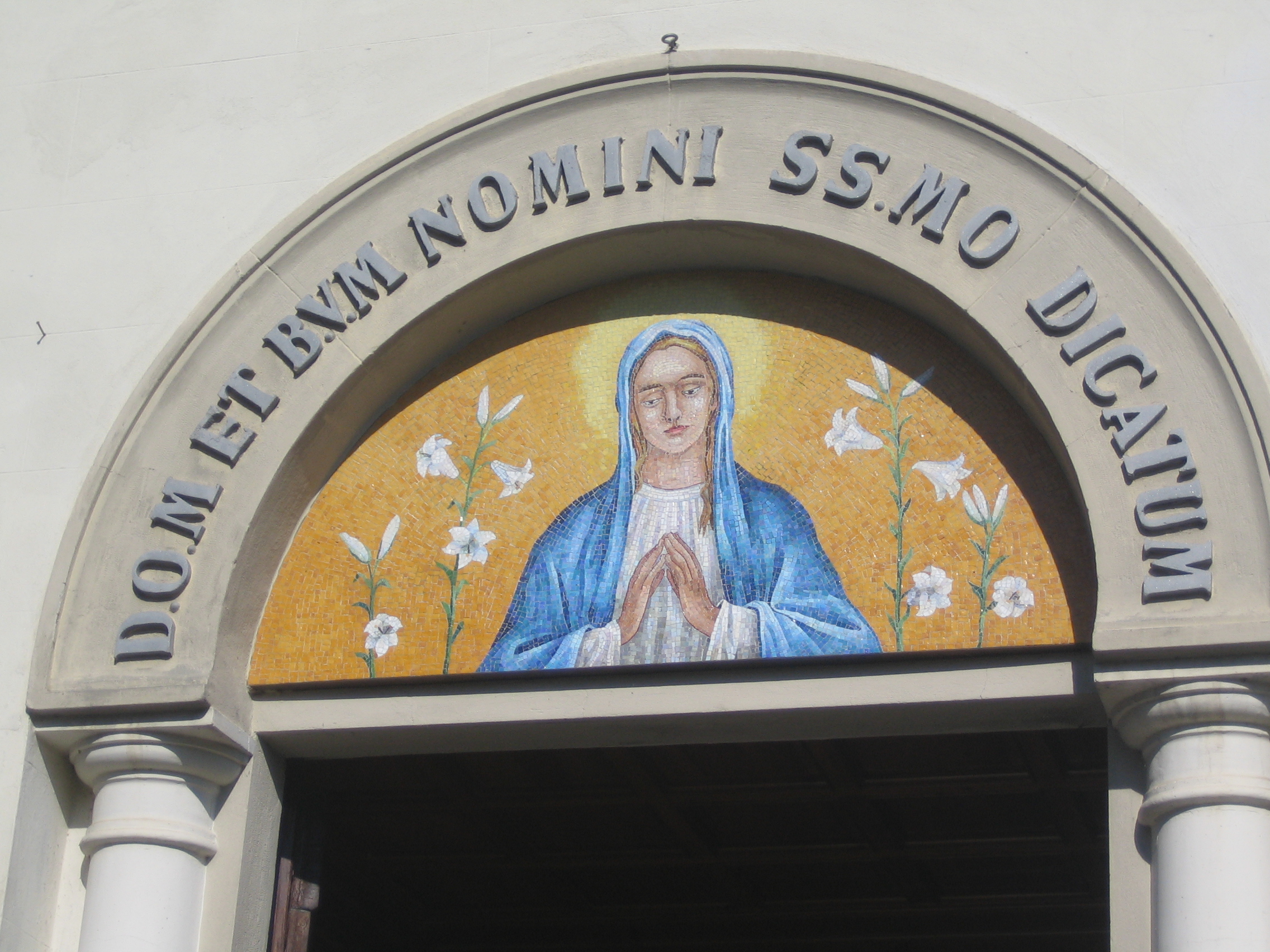
Ingresso della chiesa del Santissimo Nome di Maria
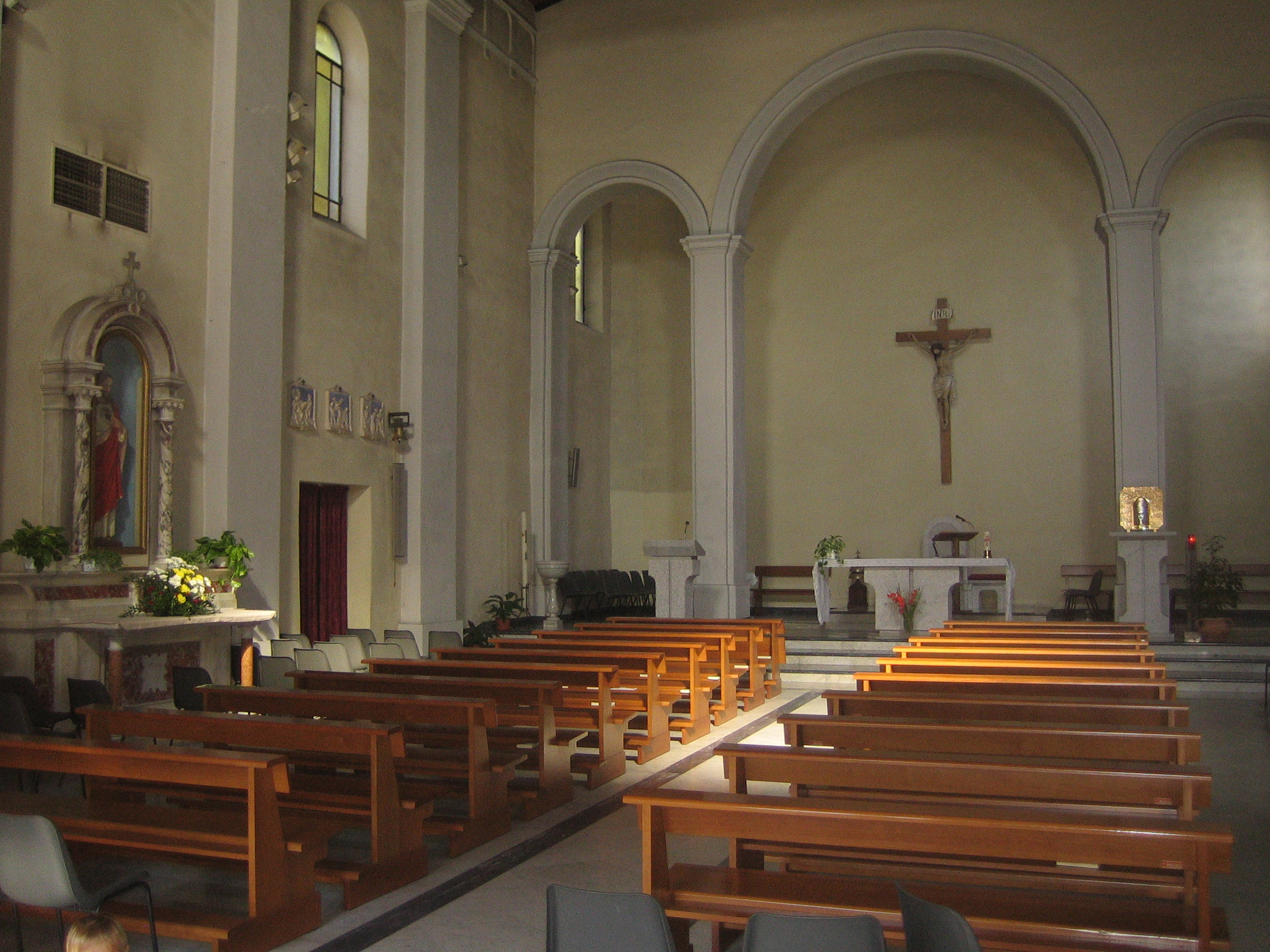
Interni della chiesa del Santissimo Nome di Maria
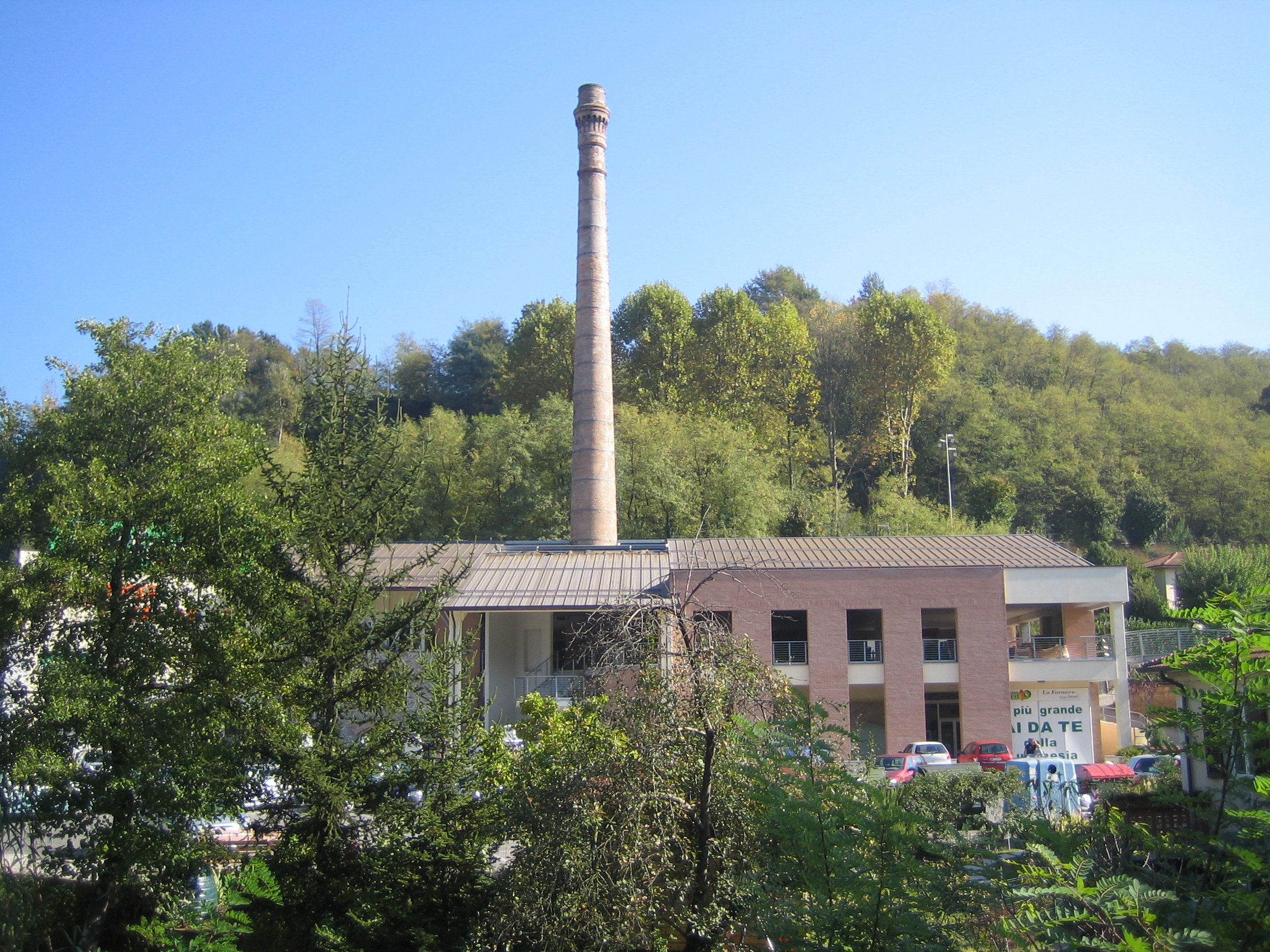
L'antica ciminiera
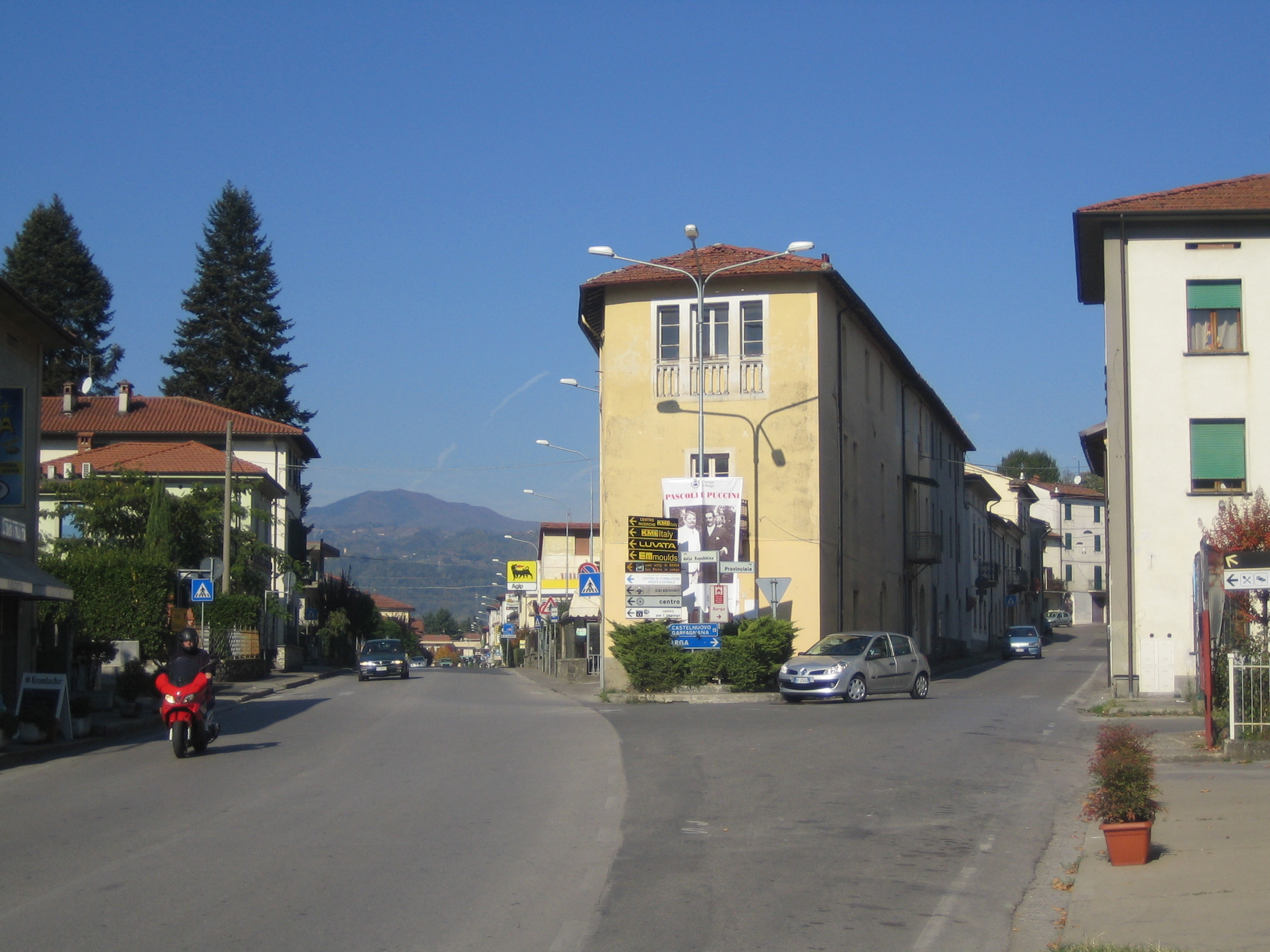
Le due strade
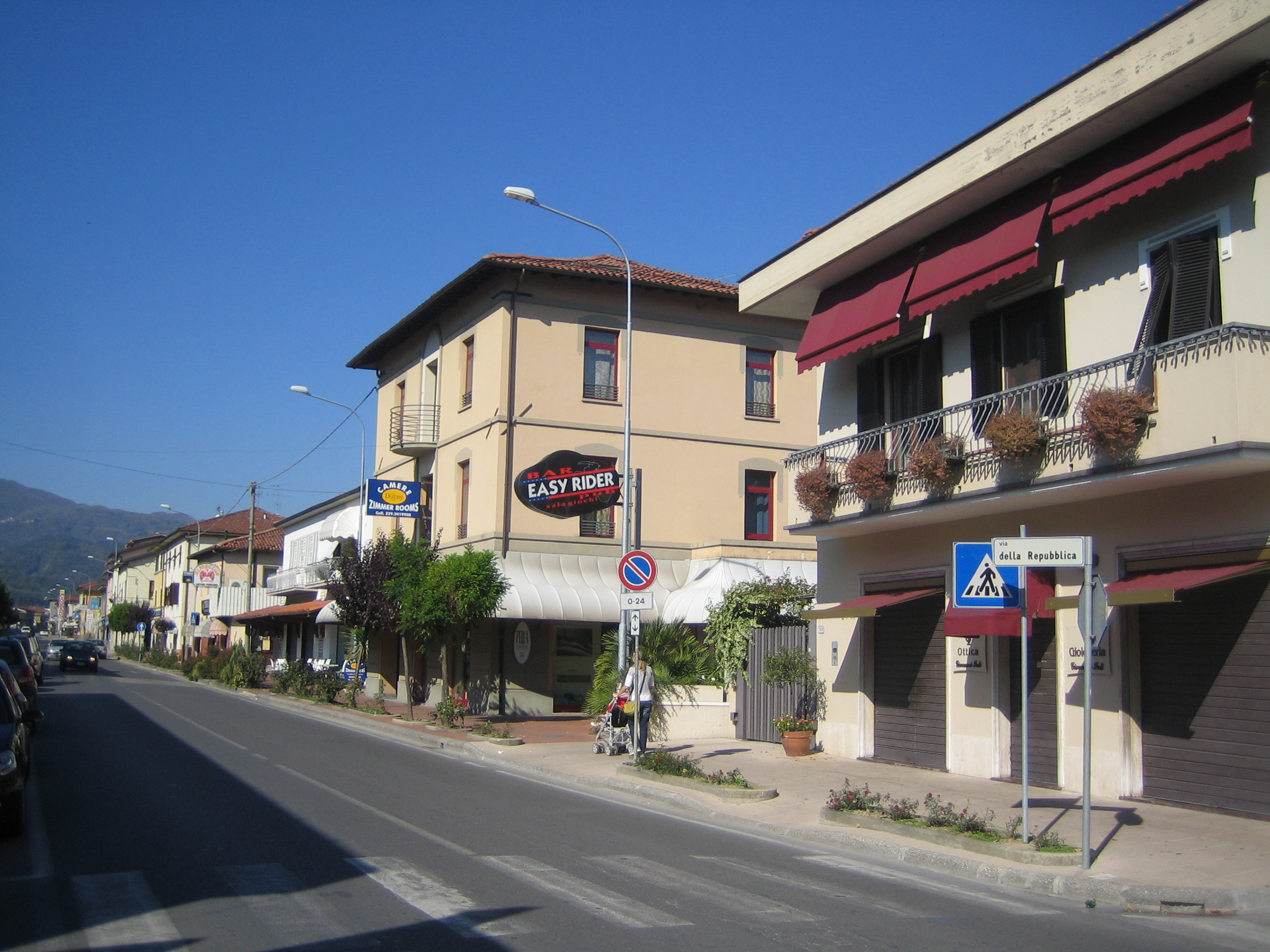
Scorcio di Via Repubblica
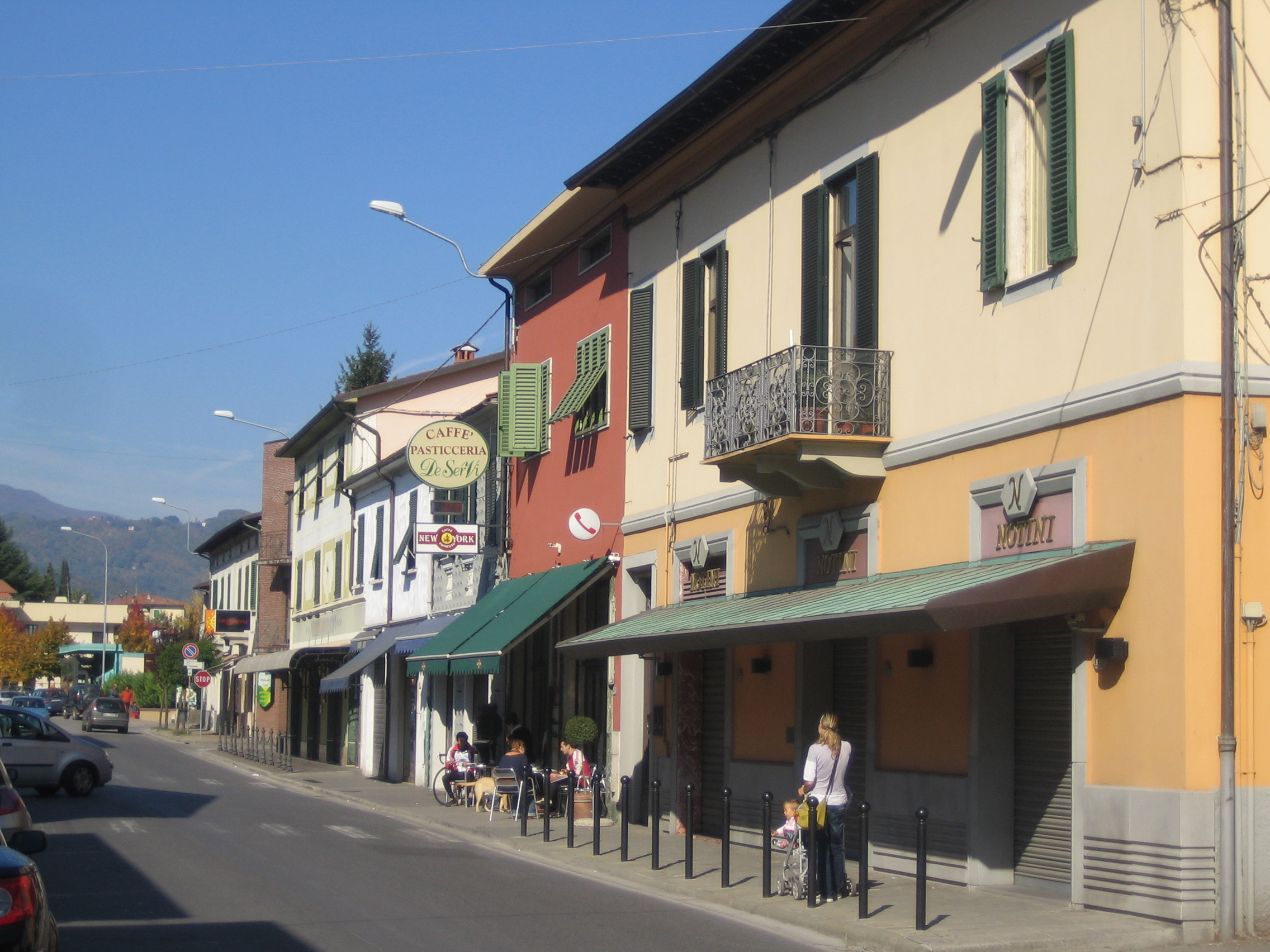
Scorcio di Via Repubblica
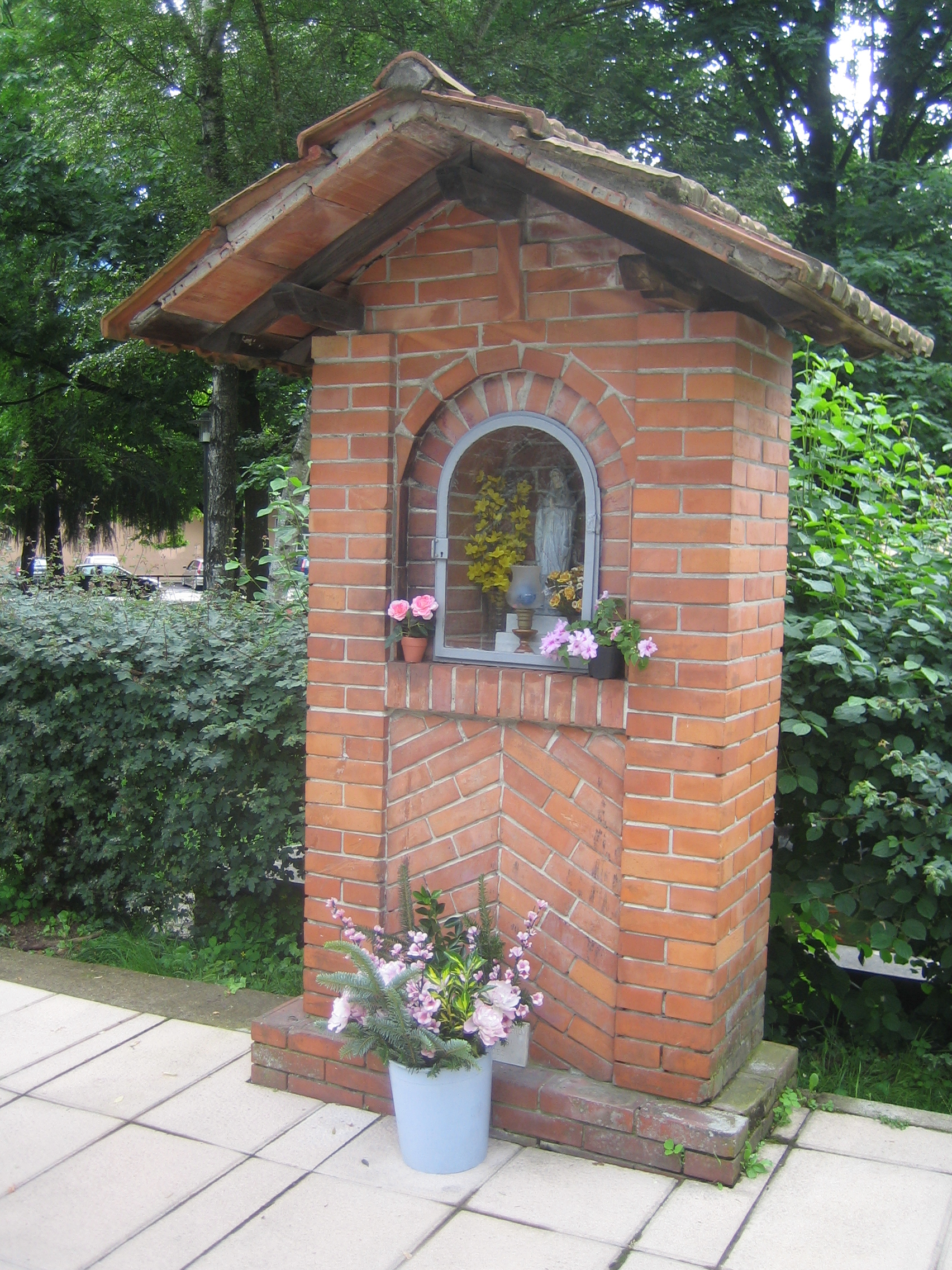
La maestaina di via Michelangelo
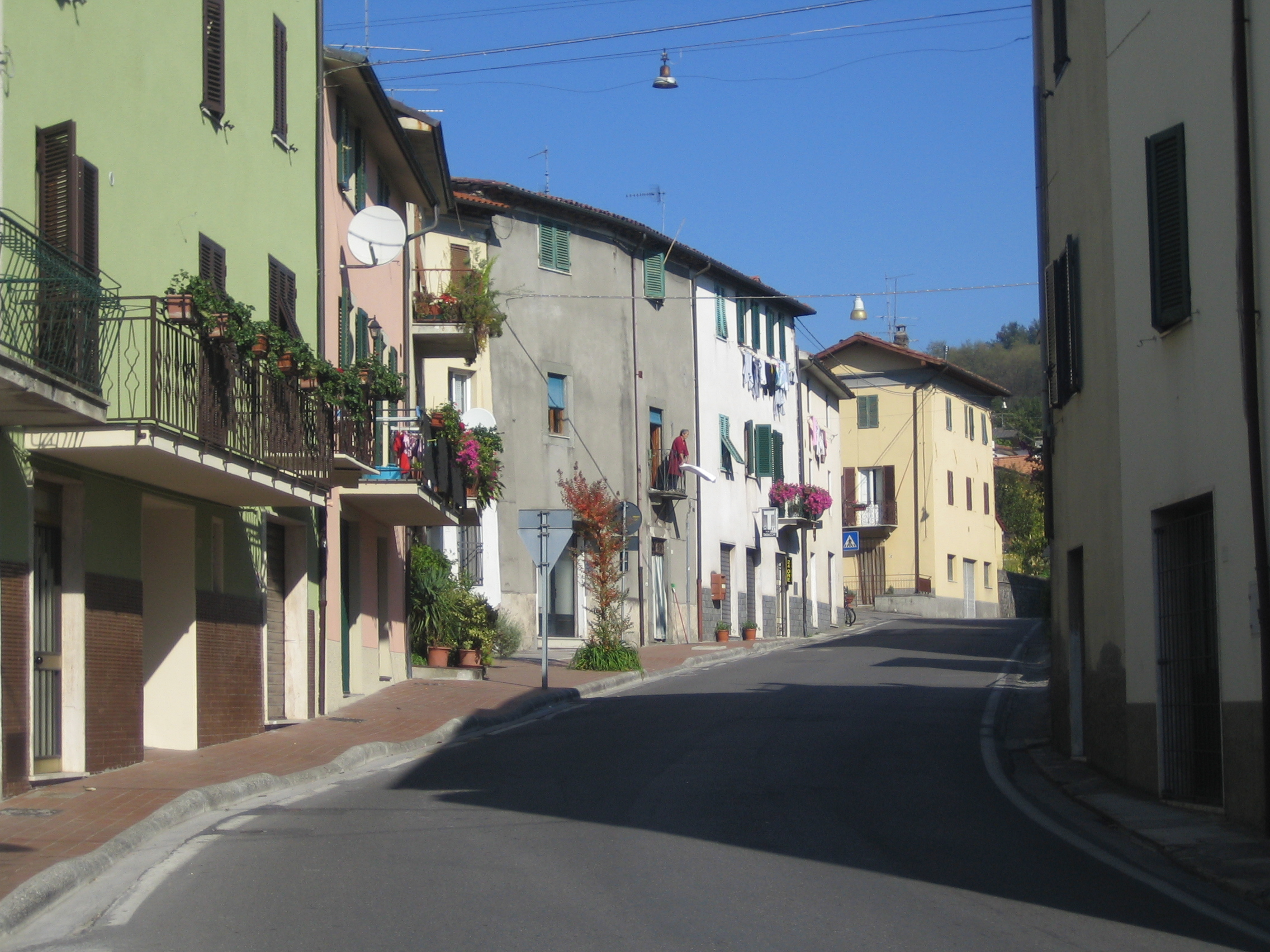
Scorcio di Fornaci Vecchia
Monumento ai Caduti del Mare
Monumento ai Caduti del Mare dall'alto